# Фридьева, Надежда Яковлевна
Надежда Яковлевна Фридьева (27 ноября 1894, Челябинск, Челябинская губерния, Российская империя — 17 декабря 1982, Харьков, УССР, СССР) — выдающиеся русский, советский и украинский библиотековед, Заслуженный работник культуры УССР (1966).

## Биография
Надежда Яковлевна Фридьева родилась 27 ноября 1894 года в Челябинске.
В 1913 году она поступила в Санкт-Петербургский сельскохозяйственный институт. Во время учёбы вышла замуж за Дмитрия Андреевича Балика. В 1916 году, не завершив обучение в институте (тогда он назывался уже Петроградский СХИ), переехала с мужем на Урал, в город Белебей Уфимской губернии. С 1916 года Н. Я. Фридьева заведовала районной библиотекой Белебеевского уезда Уфимской губернии, через год — городской библиотекой.
В 1916 году Фридьева была избрана директором районной библиотеки Белебеевского уезда, одновременно с этим работала сотрудником Уфимского губернского земства вплоть до 1917 года.
В 1918—1919 годах Надежда Яковлевна работала в должности библиотечного инструктора Уездного отдела народного образования в городе Уфе.
С 1919 по 1921 год Балик и Фридьева жили в Томске. В это время Надежда Яковлевна написала и опубликовала научно-практические пособия «Техника народной библиотеки» и «Руководство для библиотек».
В 1919 году она была избрана директором библиотеки культотдела «Томского кооператора».
В дальнейшем до 1921 года Фридьева работала губернским инструктором по библиотечному делу томского Губполитпросвещения.
В 1919 году Надежда Яковлевна поступила на философское отделение исторического факультета Томского университета и в 1920 году окончила первый курс.
В 1921 году Н. Я. Фридьева и Д. А. Балик переехали в Киев.
Надежду Яковлевну пригласили в Киев в Украинский НИИ книговедения на должность научного сотрудника. В Киеве Н. Я. Фридьева организовала кабинет библиотековедения в Центральной рабочей библиотеке.
В 1921 году в киеве была создана Библиотечная ассоциация, на базе которой Фридьева создала Киевское библиотечное объединение при Центральной рабочей библиотеке им. РКП(б) — центр профессионального общения и повышения квалификации библиотекарей. При Киевском библиотечном объединении Фридьева организовала Городской библиотечный семинар для профессиональной подготовки специалистов библиотечного дела.
В феврале 1925 г. Фридьева создала Кабинет библиотекаря при Киевской Центральной рабочей библиотеке им. РКП(б) как самостоятельное структурное подразделение и возглавила его. При Кабинете библиотекаря она организовала семинар практикантов для профессиональной подготовки библиотекарей. Также при Кабинете библиотекаря ей был открыт Музей библиотековедения.
В 1924 году Фридьева выступала с докладом на Всероссийском библиотечном съезде, в 1926 году в Харькове — на Первом Всеукраинском библиотечном съезде.
В 1924—1925 годах Фридьева участвовала в работе комиссии Кабинета изучения книги и читателя Украинского научно-исследовательского института книговедения. В эти годы она публиковалась в журнале «Красный библиотекарь».
В 1928 году Н. Я. Фридьева развелась с Баликом, была приглашена на работу в Харьковский институт народного образования (ХИНО) и переехала в Харьков, где прожила до конца жизни.
В Институте она создала библиотечный отдел на факультете политпросветработы.
В 1929 году факультет политического образования ХИНО был преобразован в Харьковский институт политического образования (ХИПО, современное его название — Харьковская государственная академия культуры).
В ХИПО Фридьева создала кафедру библиотековедения, первую на Украине, и работала в ней деканом.
В дальнейшем ХИНО был преобразован во Всеукраинский институт коммунистического образования (ВУИКО). В 1931 году Фридьева создала в нём Библиотечный факультет, первый такой факультет на Украине. Она стала деканом факультет и получила должность и. о. профессора. Также в 1931 г. она организовала открытие аспирантуры при кафедре библиотековедения ВУИКО.
В 1930-х годах во время политической кампании борьбы с «мелкобуржуазным национализмом» Фридьева была обвинена в отклонении от марксистской науки в связи с «отрывом изучения читателя от практики социалистического строительства», выводы, сделанные ей при исследовании читательского спроса, были названы оппортунистическими и антиленинскими установками, коллеги по кафедре библиотековедения осудили Надежду Яковлевну как «представителя буржуазного библиотековедения». Она была понижена в должности, её журнальные публикации были изъяты из публичного доступа.
Директор ВУИКО И. П. Соловей в 1935 г. рекомендовал Наркомпросу Украины направить Фридьеву на работу в библиотеку Харьковского университета, где она фактически выполняла работу директора библиотеки. В том же году она была избрана заместителем директора центральной научной библиотеки при Харьковском университете[уточнить] и работала в этой должности до 1947 года.
В 1934—1935 и в 1940—1941 годах Надежда Яковлевна училась в Марксистско-ленинском университете для научных работников (ВУТОРНИТСО).
В 1940 году во время работы в ЦНБ при Харьковском университете она училась на заочном отделении исторического факультета этого университета.
В Великую Отечественную войну университетская библиотека Фридьева не была эвакуирована вместе с университетом и Надежда Яковлевна осталась на оккупированной территории, во время немецкой оккупации работала на случайных работах. В 1943 год, после освобождения Харькова, она продолжила работу в библиотеке в должности заместителя директора по научной работе.
С 1944 года Надежда Яковлевна вернулась к педагогической работе. В восстановленном в Харькове Педагогическом институте им. Г. С. Сковороды (ХПИ) она стала заведующей кафедрой библиотековедения и исполняяющей обязанности декана библиотечного факультета.
С 1944 до 1949 года Фридьева совмещала педагогическую деятельность в ХПИ с работой библиографа библиотеки Харьковского университета.
В 1947 году Фридьева перешла на работу в Харьковский государственный институт культуры, где она заведовала кафедрой библиотековедения, а также занимала должность доцента до 1970 года
Несмотря на незавершённое высшее образование, ВАК СССР в 1953 году по ходатайству ректората Харьковского библиотечного института предоставил Фридьевой право на защиту кандидатской диссертации, в 1954 году она её успешно защитила в Московском государственном библиотечном институте (тема диссертации: «Публичные, общественные и бесплатные народные библиотеки г. Харькова до 1917 г.»).
В 1966 г. Н. Я. Фридьевой было присвоено звание заслуженного работника культуры УССР.
В 1970 году Н. Я. Фридьева вышла на пенсию, жила в Харькове. Будучи на пенсии, в соавторстве с коллегапи написала учебное пособие «История библиотечного дела на Украине (1917—1932 гг.)».
Надежда Яковлевна скончалась 17 декабря 1982 года.

## Вклад в науку
Основное значение работ Н. Я. Фридьевой — разработка одной из фундаментальных проблем библиотековедения: статус библиотековедения как науки, объекта и предмета изучения, его место в системе наук.

## Научные работы
Надежда Яковлевна Фридьева — автор свыше 70 научных работ. Основные научные работы посвящены проблемам изучения читателей и руководства чтением, а также истории библиотечного дела в УССР.
- Фридьева, Н. Я. К вопросу об изучении читателя // Красный библиотекарь. — 1924. — № 2. — С. 31–39.
- Фридьева, Н. Я. Изучение читателя. Опыт методики / Н. Я. Фридьева, Д. А. Балика. — Изд. 2-е, испр. и доп. — М. ; Л. : Долой неграмотность — 158 с.